# 호엘 카사마요르
호엘 카사마요르 혼손(스페인어: Joel Casamayor Johnson, 1971년 7월 12일~)은 쿠바의 권투 선수이다. 1992년 하계 올림픽 밴텀급 금메달을 획득했으며, 프로 전향 후 세계 복싱 협회(WBA) 슈퍼웰터급 챔피언(2000~2002)이 되었다.